# Skozi Flandrijo
Skozi Flandrijo (nizozemsko Dwars door Vlaanderen) je pomladanska enodnevna mini klasična kolesarska dirka v Belgiji, ki jo prirejajo od leta 1945. Dirka se začne v kraju Roeselare in konča v kraju Waregem, v belgijski provinci Zahodna Flandrija. Od leta 2017 je del svetovne serije UCI World Tour.
Dirka, ki jo prirejajo pozno v marcu je del Flandrijskega kolesarskega tedna, katerega del so tudi ostale štiri dirke E3 Saxo Bank Classic, Gent–Wevelgem, Classic Brugge–De Panne in Dirka po Flandriji. Sicer je bila dolgo na sporedu štiri dni po spomeniku Milano–San Remo oziroma teden in pol pred spomenikom Po Flandriji. Od leta 2018 naprej je dirka na sporedu sredo pred spomenikom po Flandriji.
Dirka je prvotno nosila ime Skozi Belgijo (Dwars door België), trenutno ime pa je dobila šele leta 2000. Zaradi zelo podobnih imen pogosto prihaja do zmede in te dirke pač ne gre zamenjati z bolj prestižno spomeniško dirko Po Flandriji ali z E3 Saxo Bank Classic (znane kot "Mala dirka po Flandriji").
Ena izmed sedmih Flandrijskih klasik, spada med tlakovane dirke (ne pa tudi med tlakovane klasike).
Od leta 2012 naprej na isti dan z istim startom in ciljem kot pri moških organizirajo tudi ženske dirke.

## Moški

### Trasa dirke
Je ena izmed številnih Flandrijskih dirk, ki potekajo na znamenitih granitnih kockah, tradicionalno v sredo pred spomenikom Po Flandriji. 
V povprečju je trasa dolga čez 180 km, večina trase poteka v hribovitih Ardenih. Prvih 80 km v Zahodni Flandriji je večinoma ravninskih, nato postane bolj selektivna z ducatom vzponov v hribovitem območju Vzhodne Flandrije. Kljub vsakoletnim spremembam trase so vzponi Taaienberg, Kruisberg in Côte de Trieu stalni. Vrh zadnjega vzpona Nokereberg je 11 km od cilja. Poleg tega obstaja več ravnih odsekov tlakovcev. Zaradi hribovitega poteka v Ardenih je dirka po naravi podobna Dirki po Flandriji in se pogosto uporablja kot priprava na večji dogodek, ki poteka štiri dni kasneje, v nedeljo.

### Zmagovalci po letih
| Leto                  | Zmagovalec                            | Drugi                                 | Tretji                                |
| --------------------- | ------------------------------------- | ------------------------------------- | ------------------------------------- |
| ↓ "Skozi Belgijo" ↓   |                                       |                                       |                                       |
| 1945                  | Rik Van Steenbergen                   | Briek Schotte                         | Norbert Callens                       |
| 1946                  | Maurice Desimpelaere                  | Norbert Callens                       | Briek Schotte                         |
| 1947                  | Albert Sercu                          | Julien Van Dijcke                     | Emile jr. Masson                      |
| 1948                  | André Rosseel                         | Mathieu Florent                       | Roger Desmet                          |
| 1949                  | Raymond Impanis                       | Lionel Van Brabant                    | Maurice Mollin                        |
| 1950                  | André Rosseel                         | Emilie Vanderveken                    | Jules Depoorter                       |
| 1951                  | Raymond Impanis                       | Marcel Hendrickx                      | André Rosseel                         |
| 1952                  | André Maelbrancke                     | Lode Wouters                          | Karel Debaere                         |
| 1953                  | Briek Schotte                         | Adriaan Voorting                      | Marcel De Mulder                      |
| 1954                  | Germain Derycke                       | Briek Schotte                         | Florent Rondele                       |
| 1955                  | Briek Schotte                         | Alfred De Bruyne                      | Alfons Van Den Brande                 |
| 1956                  | Luc Demunster                         | Frans Schoubben                       | André Rosseel                         |
| 1957                  | Noël Foré                             | Michel Van Aerde                      | André Noyelle                         |
| 1958                  | André Vlaeyen                         | Norbert Van Tieghem                   | Ernest Heyvaert                       |
| 1959                  | Roger Baens                           | Louis Proost                          | Briek Schotte                         |
| 1960                  | Arthur De Cabooter                    | Edgard Sorgeloos                      | Julien Schepens                       |
| 1961                  | Maurice Meuleman                      | Romain Van Wynsberghe                 | Léon Van Daele                        |
| 1962                  | Martin Van Geneugden                  | Piet Rentmeester                      | Piet van Est                          |
| 1963                  | Clément Roman                         | Dieter Puschel                        | Robert Seneca                         |
| 1964                  | Piet van Est                          | Etienne Vercauteren                   | Jos Dewit                             |
| 1965                  | Alfons Hermans                        | Julien Haelterman                     | Roger De Breuker                      |
| 1966                  | Walter Godefroot                      | Willy Bocklant                        | Peter Post                            |
| 1967                  | Daniel Van Ryckeghem                  | Georges Vandenberghe                  | Joseph Spruyt                         |
| 1968                  | Walter Godefroot                      | Willy Monty                           | Bernard Van De Kerckhove              |
| 1969                  | Eric Leman                            | Albert Van Vlierberghe                | Willy Vanneste                        |
| 1970                  | Daniel Van Ryckeghem                  | Eric Leman                            | Frans Verbeeck                        |
| 1971                  | dirka ni potekala                     | dirka ni potekala                     | dirka ni potekala                     |
| 1972                  | Marc Demeyer                          | Noël Vantyghem                        | Eddy Verstraeten                      |
| 1973                  | Roger Loysch                          | Joseph Abelshausen                    | Freddy Maertens                       |
| 1974                  | Louis Verreydt                        | Ronald De Witte                       | René Pijnen                           |
| 1975                  | Cees Priem                            | Tino Tabak                            | Roger Swerts                          |
| 1976                  | Willy Planckaert                      | Marc Demeyer                          | Walter Planckaert                     |
| 1977                  | Walter Planckaert                     | Luc Leman                             | Marc Demeyer                          |
| 1978                  | Jos Schipper                          | Frank Hoste                           | Guido Van Sweevelt                    |
| 1979                  | Gustaaf Van Roosbroeck                | Walter Planckaert                     | Jan Raas                              |
| 1980                  | Johan van der Meer                    | Jan Raas                              | Guido Van Sweevelt                    |
| 1981                  | Frank Hoste                           | Cees Priem                            | Gerrit Van Gestel                     |
| 1982                  | Jan Raas                              | Jean-Luc Vandenbroucke                | Eddy Vanhaerens                       |
| 1983                  | Étienne De Wilde                      | Jan Raas                              | Eric Vanderaerden                     |
| 1984                  | Walter Planckaert                     | Rudy Matthijs                         | Marc Sergeant                         |
| 1985                  | Eddy Planckaert                       | Eric Vanderaerden                     | Jos Lieckens                          |
| 1986                  | Eric Vanderaerden                     | Adrie van der Poel                    | Peter Stevenhaagen                    |
| 1987                  | Jelle Nijdam                          | Herman Frison                         | Sean Kelly                            |
| 1988                  | John Talen                            | Fons De Wolf                          | Nico Verhoeven                        |
| 1989                  | Dirk De Wolf                          | Theo de Rooy                          | Johan Museeuw                         |
| 1990                  | Edwig Van Hooydonck                   | Adrie van der Poel                    | Marc Sergeant                         |
| 1991                  | Eric Vanderaerden                     | Uwe Raab                              | Remig Stumpf                          |
| 1992                  | Olaf Ludwig                           | Michel Zanoli                         | Jean-Pierre Heynderickx               |
| 1993                  | Johan Museeuw                         | Franco Ballerini                      | Jo Planckaert                         |
| 1994                  | Carlo Bomans                          | Marc Sergeant                         | Ludwig Willems                        |
| 1995                  | Jelle Nijdam                          | Tom Steels                            | Adriano Baffi                         |
| 1996                  | Tristan Hoffman                       | Edwig Van Hooydonck                   | Brian Holm                            |
| 1997                  | Andrej Čmil                           | Ludovic Auger                         | Hans Declqercq                        |
| 1998                  | Tom Steels                            | Johan Capiot                          | Andrej Čmil                           |
| 1999                  | Johan Museeuw                         | Michel Van Haecke                     | Chris Peers                           |
| ↓ "Skozi Flandrijo" ↓ |                                       |                                       |                                       |
| 2000                  | Tristan Hoffman                       | Peter Van Petegem                     | Lars Michaelsen                       |
| 2001                  | Niko Eeckhout                         | Wilfried Peeters                      | Arvis Piziks                          |
| 2002                  | Baden Cooke                           | László Bodrogi                        | Jo Planckaert                         |
| 2003                  | Robbie McEwen                         | Baden Cooke                           | Max van Heeswijk                      |
| 2004                  | Ludovic Capelle                       | Jaan Kirsipuu                         | Roger Hammond                         |
| 2005                  | Niko Eeckhout                         | Roger Hammond                         | Gabriele Balducci                     |
| 2006                  | Frederik Veuchelen                    | Jeremy Hunt                           | Lloyd Mondory                         |
| 2007                  | Tom Boonen                            | Niko Eeckhout                         | Stuart O'Grady                        |
| 2008                  | Sylvain Chavanel                      | Steven de Jongh                       | Niko Eeckhout                         |
| 2009                  | Kevin Van Impe                        | Niko Eeckhout                         | Tom Boonen                            |
| 2010                  | Matti Breschel                        | Björn Leukemans                       | Niki Terpstra                         |
| 2011                  | Nick Nuyens                           | Geraint Thomas                        | Tyler Farrar                          |
| 2012                  | Niki Terpstra                         | Sylvain Chavanel                      | Koen de Kort                          |
| 2013                  | Oscar Gatto                           | Borut Božič                           | Mathew Hayman                         |
| 2014                  | Niki Terpstra                         | Tyler Farrar                          | Borut Božič                           |
| 2015                  | Jelle Wallays                         | Edward Theuns                         | Dylan van Baarle                      |
| 2016                  | Jens Debusschere                      | Bryan Coquard                         | Edward Theuns                         |
| 2017                  | Yves Lampaert                         | Philippe Gilbert                      | Aleksej Lucenko                       |
| 2018                  | Yves Lampaert                         | Mike Teunissen                        | Sep Vanmarcke                         |
| 2019                  | Mathieu van der Poel                  | Anthony Turgis                        | Bob Jungels                           |
| 2020                  | odpovedano zaradi pandemije covida-19 | odpovedano zaradi pandemije covida-19 | odpovedano zaradi pandemije covida-19 |
| 2021                  | Dylan van Baarle                      | Christophe Laporte                    | Tim Merlier                           |
| 2022                  | Mathieu van der Poel                  | Tiesj Benoot                          | Thomas Pidcock                        |
| 2023                  | Christophe Laporte                    | Oier Lazkano                          | Neilson Powless                       |
| 2024                  | Matteo Jorgenson                      | Jonas Abrahamsen                      | Stefan Küng                           |
| 2025                  | Neilson Powless                       | Wout van Aert                         | Tiesj Benoot                          |

### Večkratni zmagovalci
| Zmage | Kolesar               | Edicija    |
| ----- | --------------------- | ---------- |
| 2     | André Rosseel         | 1948, 1950 |
| 2     | Raymond Impanis       | 1949, 1951 |
| 2     | Briek Schotte         | 1953, 1955 |
| 2     | Walter Godefroot      | 1966, 1968 |
| 2     | Daniel Van Ryckeghem  | 1967, 1970 |
| 2     | Walter Planckaert     | 1977, 1984 |
| 2     | Eric Vanderaerden     | 1986, 1991 |
| 2     | Jelle Nijdam          | 1987, 1995 |
| 2     | Johan Museeuw         | 1993, 1999 |
| 2     | Tristan Hoffman       | 1996, 2000 |
| 2     | Niko Eeckhout         | 2001, 2005 |
| 2     | Niki Terpstra         | 2012, 2014 |
| 2     | Yves Lampaert         | 2017, 2018 |
| 2     | Mathieu van der Poel' | 2019, 2022 |

### Zmagovalci po državah
| Zmage | Država     |
| ----- | ---------- |
| 54    | Belgija    |
| 15    | Nizozemska |
| 2     | Avstralija |
| 2     | Francija   |
| 2     | ZDA        |
| 1     | Danska     |
| 1     | Nemčija    |
| 1     | Italija    |
| 1     | Ukrajina   |

## Ženske

### Zmagovalke po letih
| Leto | Zmagovalka                            | Druga                                 | Tretja                                |
| ---- | ------------------------------------- | ------------------------------------- | ------------------------------------- |
| 2012 | Monique van de Ree                    | Gilke Croket                          | Petra Dijkman                         |
| 2013 | Kirsten Wild                          | Jolien D'Hoore                        | Monique van de Ree                    |
| 2014 | Amy Pieters                           | Kim De Baat                           | Amy Cure                              |
| 2015 | Amy Pieters                           | Floortje Mackaij                      | Christina Siggaard                    |
| 2016 | Amy Pieters                           | Jolien D'Hoore                        | Eileen Roe                            |
| 2017 | Lotta Henttala                        | Gracie Elvin                          | Lisa Brennauer                        |
| 2018 | Ellen van Dijk                        | Amy Pieters                           | Floortje Mackaij                      |
| 2019 | Ellen van Dijk                        | Marta Bastianelli                     | Lucinda Brand                         |
| 2020 | odpovedano zaradi pandemije covida-19 | odpovedano zaradi pandemije covida-19 | odpovedano zaradi pandemije covida-19 |
| 2021 | Annemiek van Vleuten                  | Katarzyna Niewiadoma                  | Alexis Ryan                           |
| 2022 | Chiara Consonni                       | Julie De Wilde                        | Elise Chabbey                         |
| 2023 | Demi Vollering                        | Chiara Consonni                       | Marianne Vos                          |
| 2024 | Marianne Vos                          | Shirin van Anrooij                    | Letizia Paternoster                   |
| 2025 | Elisa Longo Borghini                  | Lotte Kopecky                         | Elisa Balsamo                         |

### Večkratne znagovalke
| Zmage | Kolesarka      | Edicija          |
| ----- | -------------- | ---------------- |
| 3     | Amy Pieters    | 2014, 2015, 2016 |
| 2     | Ellen van Dijk | 2018, 2019       |

### Zmage po državah
| Zmage | Država     |
| ----- | ---------- |
| 10    | Nizozemska |
| 2     | Italija    |
| 1     | Finska     |